# The Ultimate Fighter 27 Finale
The Ultimate Fighter 27 Finale（ジ・アルティメット・ファイター・トゥエンティセブン・フィナーレ、別名Ultimate Fighter: Undefeated Finale）は、アメリカ合衆国の総合格闘技団体「UFC」の大会の一つ。本大会はリアリティ番組「The Ultimate Fighter」シーズン27のフィナーレとして、2018年7月6日、ネバダ州ラスベガスのザ・パールで開催された。

## 大会概要
The Ultimate Fighter 27トーナメントの決勝戦が行われ、ライト級はマイク・トリザーノ、フェザー級はブラッド・カトーナが優勝を果たした。

## 試合結果

### アーリープレリム
第1試合 ミドル級 5分3R
○  ジェラルド・マーシャート vs.  オスカル・ピエホタ ×
2R 4:55 TKO（リアネイキッドチョーク）
第2試合 フェザー級 5分3R
○  スティーブン・ピーターソン vs.  マット・べセット ×
3R終了 判定2-1（29-28、28-29、29-28）

### プレリミナリーカード
第3試合 フェザー級 5分3R
○  ブライス・ミッチェル vs.  タイラー・ダイアモンド ×
3R終了 判定1-0（29-28、29-28、28-28）
第4試合 ライト級 5分3R
○  ジョン・ガンサー  vs.  アラン・スニガ ×
3R終了 判定1-0（29-28、29-28、28-28）
第5試合 ライト級 5分3R
○  ルイス・ペーニャ vs.  リッチー・スマレン ×
1R 3:32 ギロチンチョーク
第6試合 女子フライ級 5分3R
○  モンタナ・デ・ラ・ロサ vs.  レイチェル・オストビッチ ×
3R 4:21 リアネイキッドチョーク

### メインカード
第7試合 86.1kg契約 5分3R
○  アレッシオ・ディ・キリコ vs.  ジュリアン・マルケス ×
3R終了 判定2-1（29-28、27-30、29-28）
※マルケスの体重超過によりミドル級から変更
第8試合 女子フライ級 5分3R
○  ロクサン・モダフェリ  vs.  バーブ・ホンチャック ×
2R 3:32 TKO（グランドの肘打ち連打）
第9試合 フェザー級 5分3R
○  アレックス・カサレス  vs.  マルティン・ブラボー ×
3R終了 判定2-1（28-29、29-28、29-28）
第10試合 TUF 27フェザー級トーナメント 決勝 5分3R
○  ブラッド・カトーナ vs.  ジェイ・クッチニエッロ ×
3R終了 判定3-0（30-26、30-26、30-26）
第11試合 TUF 27ライト級トーナメント 決勝 5分3R
○  マイク・トリザーノ vs.  ジョー・ジアネッティ ×
3R終了 判定2-1（29-28、28-29、29-28）
第12試合 ミドル級 5分5R
○  イスラエル・アデサンヤ vs.  ブラッド・タヴァレス ×
5R終了 判定3-0（49-46、50-45、50-45）

### 各賞
ファイト・オブ・ザ・ナイト： アレックス・カサレス vs. マルティン・ブラボー
パフォーマンス・オブ・ザ・ナイト： イスラエル・アデサンヤ、ルイス・ペーニャ
各選手にはボーナスとして5万ドルが授与された。

### カード変更
負傷などによるカードの変更は以下の通り。